# Borovitxi
Borovitxi (en rus: Боровичи) és un poble de l'óblast de Kurgan, a Rússia, que en el cens del 2010 tenia 375 habitants. Pertany al districte de Safakúlevo.